# Byl jednou jeden dům
Byl jednou jeden dům je televizní seriál z roku 1974. Odehrává se v pavlačovém domě v Praze ve fiktivní Bagounově ulici. Zachycuje období 1936–1945, tedy dobu před, během a po druhé světové válce. Seriál byl oblíbený díky plejádě známých herců, živým dialogům, propleteným příběhům a osudům, ale (v kontextu normalizace) také menší ideologickou zátěží, než bylo v té době obvyklé. Působí na city a vlastenectví, protože se zde objevují i významné momenty, jako bylo Pražské povstání nebo heydrichiáda.

## Obsah
Děj se odehrává v domě č. 12 ve fiktivní pražské Bagounově ulici. Majitel domu, radní pan Nerudný, má čtyři syny. Ti dostali jména po antických hrdinech: Achilles, Hektor, Patrokles a Paris. Ani jeden z nich se však nevyvedl podle jeho představ. V domě žije řada lidiček, jejichž osudy se prolínají společně s osudy českého národa za doby Protektorátu. Například trafikant Soumar, kterému neustále stěhují jeho trafiku, boxer Arnošt Ticháček, který žádný zápas nevyhrál, policista Ulč, který kolísá mezi povinnostmi a kamarádstvím a další postavy. Všichni společně prožívají historické události, jež hýbaly republikou (mnichovský diktát, německou okupaci, heydrichiádu, osvobození). V domě ale také pobývají odbojáři například malíř Dlask, který podporuje komunistický odboj. Na závěr seriálu se obyvatelé sejdou na barikádě v Bagounově ulici, kde se konečně dočkají osvobození Prahy.

## Seznam dílů
1. Stěhovavá trafika
2. Bio Ilusion
3. Jízda do tunelu
4. Ďábelské ostrovy
5. Obvaziště Boccaccio

Poslední díl byl po premiéře pro další uvedení přetočen a přejmenován. Cenzorům se zdál málo revoluční, s malým důrazem na zásluhy Rudé armády. Závěrečné scény na barikádách se proto musely natočit znovu.. Zároveň tato verze obsahuje dodatečně dotočené osudy některých postav a hrají zde i herci, kteří v předchozích dílech nevystupovali. V této upravené verzi se poslední díl poprvé vysílal rok po premiéře 1. července 1976 (repríza seriálu probíhala od 3. června). Od roku 1990 je vysílána jen původní verze 5. dílu, také DVD se seriálem obsahuje jen původní verzi.
1. Barikáda ve vedlejší ulici (přetočený pátý díl)

## Herecké obsazení

### Obyvatelé domu
- Miloš Nedbal radní a podnikatel Alexander Nerudný
- Vladimír Ráž Hektor Nerudný zvaný Hekí, Nerudného syn
- Alena Vránová Klára, Hektorova žena
- Josef Bláha Achilles Nerudný zvaný Aší, Nerudného syn
- Libuše Švormová Berta, Achillova žena
- Jiří Adamíra Patrokles Nerudný zvaný Páťa, Nerudného syn
- Josef Abrhám Paris Nerudný zvaný Párek, Nerudného syn
- Jiří Sovák uhlíř Matěj Budák
- Vladimír Menšík živnostník Eduard Drvota
- Míla Myslíková Terezie Drvotová, Eduardova žena
- Jiří Hrzán Tutek Drvota, syn Drvotů
- Zuzana Ondrouchová Majka Drvotová, dcera Drvotů
- František Kovářík dědeček, Terezin otec
- Jana Hlaváčová domovnice Anděla Hrachová
- Josef Vinklář boxer a vrátný v Boccacciu Arnošt Ticháček, Andělin druh
- Jaromír Hanzlík Martin Hrach, Andělin syn
- Josef Somr trafikant Josef Soumar
- Jaroslava Obermaierová Růžena Soumarová – Nerudná, Soumarova dcera, později Parisova žena
- Jiří Vala malíř Dlask
- Karel Höger malíř a básník Vendelín Dalibor Ehrlich
- Libuše Havelková Ehrlichova družka zvaná Madam
- Josef Větrovec strážník Václav Ulč
- Dana Medřická Ulčová, Václavova žena
- Eva Hudečková Pipina Ulčová, dcera Ulčů
- Jan Skopeček krejčí Tvaroh
- Slávka Budínová Tvarohová, Tvarohova žena
- Václav Postránecký Přemek Tvaroh, syn Tvarohů
- Jan Libíček hospodský Šťovíček
- Blažena Holišová hospodská Šťovíčková, Šťovíčkova žena
- František Němec sudeťák Walter
- Jana Šulcová slečna Jarmila Klabíková
- Marie Rosůlková učitelka francouzštiny
- Petr Čepek promítač Adolf Svárovský, Majčin manžel
- Svatopluk Beneš profesor Benetka
- Jaroslava Pokorná Boženka, služka u Nerudných
- Vlastimila Vlková sousedka

### Ostatní postavy
- Zdeněk Řehoř Ludvík alias Josef Hofman, otec Martina Hracha
- Jaroslav Moučka železničář, Andělin bývalý druh
- Vladimír Šmeral Theodor, vrchní v Boccacciu
- Otakar Brousek st. lékař / komentář
- Jan Teplý gestapák
- Robert Vrchota gestapák
- Jaroslav Heyduk host v Boccacciu
- Zdeněk Srstka stěhovák trafiky
- Slávka Hamouzová divačka v kině
- Karel Smrž harmonikář

### Postavy z přetočeného 5. dílu
- Bohumil Švarc doktor v lazaretu
- Josef Čáp mladík v pracovním táboře
- Dana Syslová děvče v pracovním táboře
- Viktor Preiss odbojář
- František Hanus odbojář
- Vlastimil Hašek odbojář
- Otto Lackovič pacient v lazaretu
- Jan Přeučil vězeň v koncentračním táboře

## Zajímavost
Seriál byl natočen na 35mm filmový materiál, což umožnilo jeho převod do HD rozlišení. V tomto obrazovém formátu mohli diváci zhlédnout seriál poprvé na jaře 2010.
Exteriéry seriálu (ulice) byly převážně natočeny v ulicích Opatovická, V Jirchařích, Ostrovní, Spálená v Praze 1. Domovní dvůr s pavlačemi a schodištěm byl postaven ve velkém filmovém ateliéru na Barrandově.